# Kanonia pod wezwaniem św. Stanisława Kostki we Fromborku
Kanonia pod wezwaniem św. Stanisława Kostki we Fromborku – zabytkowa kanonia położona we Fromborku, przy ulicy Krasickiego 2. Wchodzi w skład ogrodów kanonickich we Fromborku. Budynek ten został wzniesiony w 1565 roku. Później był wielokrotnie przebudowywany. Obecnie istniejąca elewacja budowli pochodzi z XIX wieku.
Parcela, na której stoi budynek, jest najwyższym punktem w mieście (ok. 25 m n.p.m.). W ogrodzie kanonii znajdowało się niegdyś pavimentum, z którego Mikołaj Kopernik dokonywał obserwacji nieba. Obecnie w części ogrodowej kanonii trwają prace archeologiczne, mające na celu odnalezienie zaginionego pavimentum.

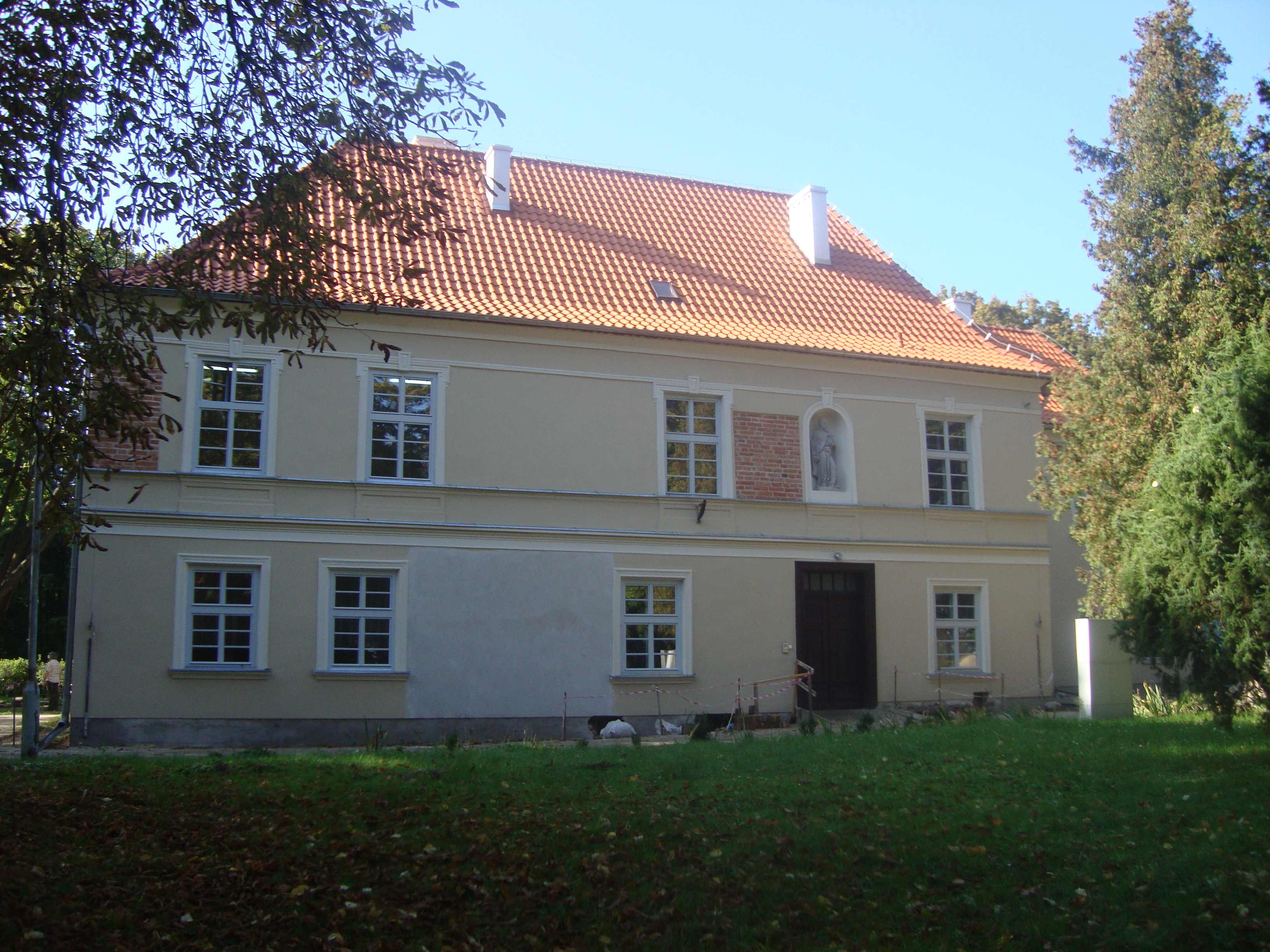
Fasada budynku
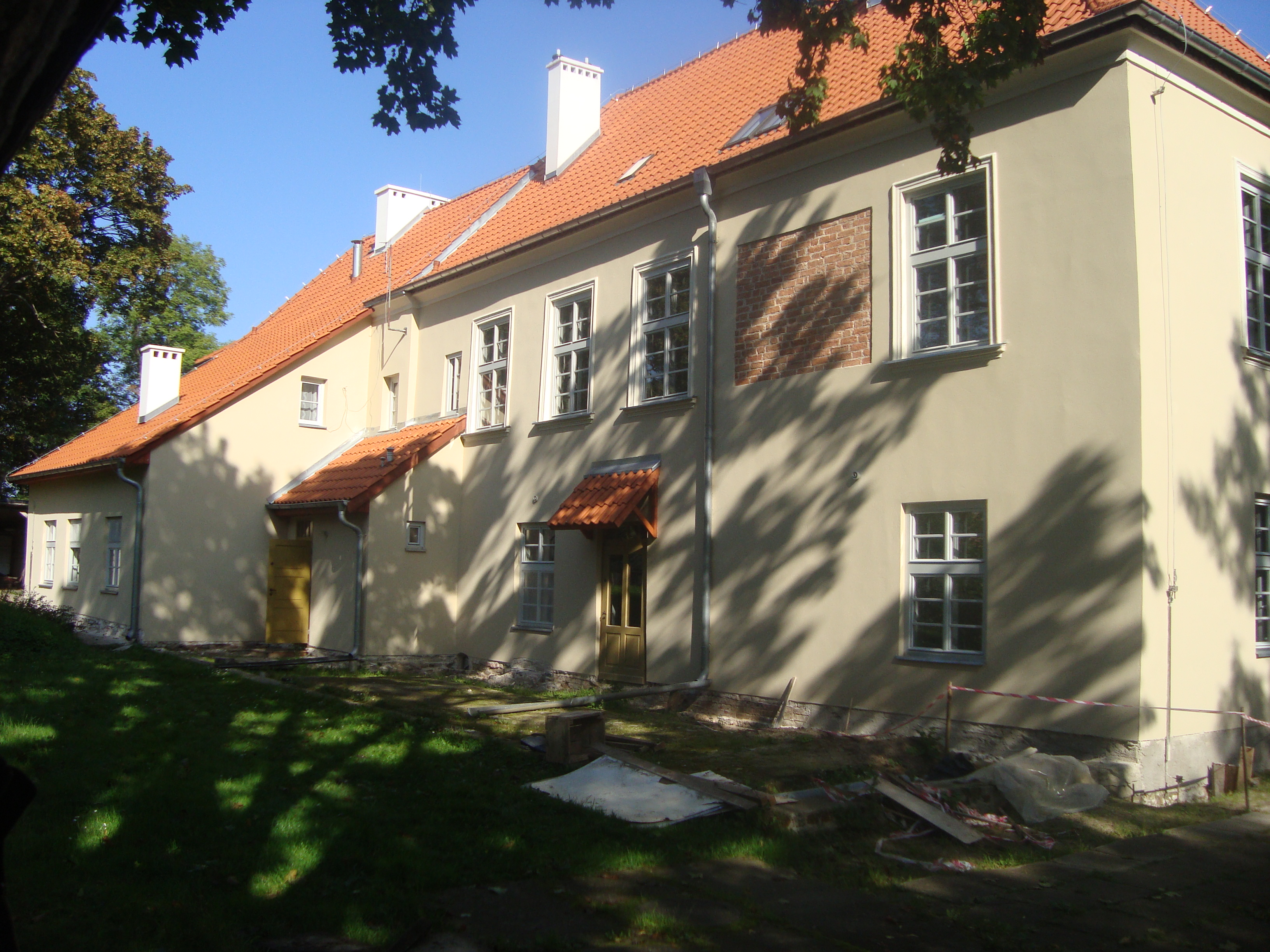
Tylna strona budynku